# Echinoleucopis nigrolinea
Echinoleucopis nigrolinea är en tvåvingeart som beskrevs av Stephen D. Gaimari och Tanasijtshuk 2001. Echinoleucopis nigrolinea ingår i släktet Echinoleucopis och familjen markflugor. Inga underarter finns listade i Catalogue of Life.